# La cena (romanzo)
La cena (in olandese Het diner) è un romanzo pubblicato nel 2009 in prima edizione olandese e nel 2010 in prima edizione italiana dallo scrittore e attore olandese Herman Koch.

## Storia
La cena è il romanzo di Herman Koch scritto dopo Odessa star, del 2003 e prima di Villetta con piscina del 2011. Il romanzo ottenne un notevole successo di pubblico arrivando direttamente in cima alle classifiche dei bestseller olandesi.

## Descrizione
Il romanzo è scandito in capitoli che ripercorrono ogni momento della cena descritta dal racconto, compresa la mancia finale:
- Aperitivo[3]
- Antipasto[4]
- Secondo piatto[5]
- Dessert[6]
- Digestivo[7]
- Mancia[8]

La cena si svolge in un ristorante di lusso e al tavolo si siedono due fratelli con le loro mogli. Si incontrano apparentemente per ritrovarsi ma poi iniziano a discutere su cosa fare con i loro figli quindicenni che si scoprono complici in un grave fatto. Durante la cena emergono insoddisfazioni e frustrazioni che covavano da anni tra di loro. Paul Lohman è un insegnante di storia andato in pensione anticipatamente ed è pieno di aggressività che manifesta sia nei confronti del ristorante per il suo cibo e il suo servizio che ritiene pretenziosi, sia nei confronti del fratello Serge Lohman, un popolare politico olandese la cui ambizione è diventare primo ministro dei Paesi Bassi presentandosi alle imminenti elezioni. I quattro commensali sono alle prese con se stessi e con una situazione difficile che coinvolge i loro due figli. La moglie di Paul nasconde il suo tradimento e anche il fratello Serge e sua moglie hanno un problema nascosto che li assilla. Dopo questa cena nulla sarà più come prima. Il tema centrale riguarda i figli Michael e Rick, quindicenni, che si sono resi colpevoli di un'aggressione con omicidio. Sembra che i ragazzi saranno presto identificati e arrestati. Ognuno dei quattro genitori affronta il problema con un approccio diverso. Qualcuno pensa al figlio, qualcuno alla carriera e lo scontro sarà inevitabile.

## Commenti e critica
La prosa è veloce e avvincente. Si tratta di un ritratto dei costumi moderni, che esplora un dilemma morale contemporaneo sull'onestà e sul giocare sporco. Il dramma tocca direttamente le coscienze dei lettori.

## Edizioni

### Edizione originale
- (NL) Herman Koch, Het diner, Amsterdam, Anthos, 2009, OCLC 247884565.

### Edizione italiana
- Herman Koch, La cena, traduzione di Giorgio Testa, Vicenza, Neri Pozza, 2010, ISBN 9788854504004, OCLC 587993654.

### Edizioni in altre lingue
- (DE) Herman Koch, Angerichtet - Roman, traduzione di Heike Baryga, Köln, Kiepenheuer & Witsch, 2010, OCLC 699631984.
- (FR) Herman Koch, Le dîner, traduzione di Isabelle Rosselin-Bobulesco, Paris, Belfond, 2011, OCLC 758335167.
- (EN) Herman Koch, The dinner, traduzione di Sam Garrett, London, Atlantic Books, 2012, OCLC 784580990.

## Trasposizioni cinematografiche
All'opera si sono ispirati diversi registi che hanno girato un adattamento cinematografico della vicenda:
- The Dinner, film drammatico olandese del 2013 scritto e diretto da Menno Meyjes. È stato proiettato nella sezione Contemporary World Cinema al Toronto International Film Festival 2013.[11]
- I nostri ragazzi, film drammatico italiano del 2014 diretto da Ivano De Matteo, interpretato da Alessandro Gassmann, Giovanna Mezzogiorno, Luigi Lo Cascio e Barbora Bobuľová.[12]
- The Dinner, film drammatico statunitense del 2017 diretto da Oren Moverman interpretato da Richard Gere, Laura Linney e Steve Coogan.[13]
- A Normal Family, film drammatico sudcoreano del 2023 diretto da Hur Jin-ho e interpretato da Sol Kyung-gu, Jang Dong-gun, Kim Hee-ae e Claudia Kim.[14]